# Eduardo Amorós Pastor
Eduardo Amorós Pastor (1838 - 1894) fou un polític valencià, diputat a les Corts Espanyoles de la restauració borbònica.

## Biografia
Era germà de Cirilo Amorós Pastor. Durant el sexenni democràtic fou membre de la Diputació de València del Partit Moderat per Benaguasil (febrer de 1871). El gener de 1874 fou nomenat novament membre de la diputació provincial pel governador civil i el gener de 1875 pel capità general. El 1882 fou escollit novament membre de la Diputació de València per Sagunt-Llíria dins les files del Partit Conservador, amb el que també fou elegit diputat per Sagunt a les eleccions generals espanyoles de 1891.